# 克里斯蒂安妮
克里斯蒂安妮·罗泽拉·德·苏萨·席尔瓦（葡萄牙語：Cristiane Rozeira de Souza Silva，1985年5月15日—）或简称克里斯蒂安妮，生于圣保罗州奥萨斯科，是巴西女子足球运动员，现效力于瑞典联赛的林雪平足球俱乐部。

## 职业生涯
克里斯蒂安妮也是巴西国家女子足球队的主力球员，司职前卫，曾帮助球队取得了2004年夏季奥运会的女足银牌，在2007年女子世界杯足球赛的比赛中她为球队攻入5个进球。
2008年2月，她与瑞典女足联赛的林雪平足球俱乐部签约5个月至北京奥运。

## 所获荣誉
国家队
- 女足世界杯 亚军: 2007年
- 泛美运动会 金牌: 2007年
- 雅典奥运会 银牌: 2004年
- 南美女子足球锦标赛 冠军: 2003年

俱乐部队
- 德国女子足球联赛 冠军: 2006年

个人荣誉
- 世界足球小姐 第三名: 2007年
- 女足世界杯 最佳球员评选第三位: 2007年
- 南美女子足球锦标赛 最佳射手: 2006年
- 雅典奥运会 最佳射手: 2004年